# Uropoda crenulata
Uropoda crenulata es una especie de arácnido del orden Mesostigmata de la familia Uropodidae.

## Distribución geográfica
Se encuentra en el Norte de Sudáfrica.